# Първенец (област Пловдив)
Вижте пояснителната страница за други значения на Първенец.
За другото българско село с име Първенец вижте Първенец (област Ямбол). 
Първенец е село в Южна България. То се намира в община Родопи, област Пловдив. Има около 4000
жители по настоящ адрес (15 март 2017 г.)
Село Първенец е известно и с това, че в землището му е и най-голямата борса за продажба и търгуване на плодове и зеленчуци в България. Веднага след нея се нареждат борсите край пазарджишкото село Огняново и край чирпанското село Плодовитово.

## География
Разположено на стратегическо място – покрай река Върлищица, само на десетина километра южно от Пловдив. Граничи със селата Марково, Брестовица, Храбрино и град Пловдив (квартал Коматево), който се намира на около 3 километра.

## История
Село Първенец има богата история. От античността, през средновековието и най-вече Възраждането, когато в селото има оживена стопанска и духовна дейност. Различните епохи дават отражение и на името на селището – Върлово, Дермендере, Фердинандово. Във Върлово е построена една от най-старите църкви – „Света Фотиния“ – около 1700 г. В Дермендере през 1848 г. от братята Гюмюшгердан е създадена втората фабрика в България. В началото на 20 век във Фердинандово се заражда интензивно земеделие и се активизира местната търговия. Селото е неразривно свързано и с най-българското дело – Съединението на Княжество България и Източна Румелия.
На 25 и 26 юли 2005 г. се навършват 120 години от заседанието на БТЦРК (Българския таен централен революционен комитет) в Дермендере, на което се избира нов състав на комитета (председател – Захари Стоянов и членове: Иван Андонов, Иван Стоянович, Димитър Ризов и Коста Паница) и се взема решение да се осъществи Съединението на Княжество България с Източна Румелия. Демокрацията е посрещната радушно в селото, но след 1989 г. се заличават до голяма степен постиженията в областта на селскостопанското производство, на които селището дължи и последното си име – Първенец. Въпреки това, днес жителите на Първенец се адаптират към новите предизвикателства в България и в света, а читалището и училището неизменно се грижат за духовния и културен живот в този край, богат на история и традиции.

## Население
Численост на населението според преброяванията през годините:
| \| Година на преброяване \| Численост \| \| --------------------- \| --------- \| \| 1934 \| 1799 \| \| 1946 \| 2302 \| \| 1956 \| 2610 \| \| 1965 \| 3105 \| \| 1975 \| 3486 \| \| 1985 \| 3735 \| \| 1992 \| 3749 \| \| 2001 \| 3772 \| \| 2011 \| 3652 \| \| 2021 \| 3592 \| |           |
| Година на преброяване | Численост |
| 1934 | 1799      |
| 1946 | 2302      |
| 1956 | 2610      |
| 1965 | 3105      |
| 1975 | 3486      |
| 1985 | 3735      |
| 1992 | 3749      |
| 2001 | 3772      |
| 2011 | 3652      |
| 2021 | 3592      |

### Етнически състав
Преброяване на населението през 2011 г.
Численост и дял на етническите групи според преброяването на населението през 2011 г.:
|                     | Численост | Дял (в %) |
| Общо                | 3652      | 100.00    |
| Българи             | 2629      | 71.98     |
| Турци               | 23        | 0.62      |
| Цигани              | 0         | 0.00      |
| Други               | 8         | 0.21      |
| Не се самоопределят | 4         | 0.10      |
| Неотговорили        | 988       | 27.05     |

## Културни и природни забележителности
Годината на създаването на читалището е спорна. Данни за наличие на читалищна дейност има от 1908 г., когато се смята, че група от най-будните и прогресивни хора от селото, членове на кооперацията, са създали читалището. През този период то е било средище на културно-масовата работа в селото.
До 1914 г. читалището се е помещавало в дюкяна на баба Божия, майка на Иван Китов, а по-късно, заради скъпия наем, било преместено в дюкяна на Ангел Ковачев.
От 1920 г. бил създаден и драмсъстав. Това се оказва най-подходящата форма за набиране на средства за просъществуването на читалището. Първите представени пиеси са „Иванко-убиецът на Асеня“ и „Скъперникът“, които са се играели в старото училище.
През месец март 1928 г. на Общо събрание на кооперацията било решено тя вече да не счита читалището за свое подразделение. Тогава група интелектуалци се събрали и на 01.04.1928 г. основали ново самостоятелно народно читалище в селото, на което дали името „Съзнание“ и приели Устава на народните читалища. Читалището не е имало своя материална база. От 1929 г. читалището в Първенец има по-добре организирана дейност, а от 1930 г. е назначен постоянен библиотекар. Библиотеката и читалнята се нанасят в дома на Георги Балеев-на партера.
През 1932 г. се създава първото Въздържателно дружество. През 1934 г. е бил закупен читалищният радиоапарат.
През 1947 г. Управителният съвет на читалището има 9 членове. 1948 г. е годината, в която се започва дейността на народния университет, в който се изнасят сказки и доклади:
„Читалището като фактор за духовен и материален напредък“ – Н.Стефанов
„Семейство, детство и живот“ – Христо Въргов
„Вредите от алкохолните напитки“ – Д. Въртоломеев
„Наука и религия“ – Д.Въртоломеев. За отбелязване е, че сказките, докладите и забавите са били единствените развлечения на населението.
Самодейните състави при читалището от този период били: драмсъстав, хоров състав, танцова трупа с оркестър. Нивото на подготовка на тези читалищни форми било много високо.
В драмсъстава участвали около 35 самодейци, които са изнасяли многобройни представления в селото и окръга. Репертоарът на драмсъстава включва пиесите „Мандрата“, „Пожар“, „Боряна“, „Неразделни“, „Грях“, „Чутна Яна“ и др.
През 1955 г. ръководството на читалището прави предложение да бъдат отпуснати средства за построяването на нов читалищен дом. Две години по-късно започва строителството на сградата. През същата година е създадена детската музикална школа по акордеон, която е била посещавана от 20 деца.
В началото на 1960-те години е сформирана група за художествено слово. През 1961 г. в танцовия състав участвали 18 души. На 02.08.1961 г. читалището се премества в новата сграда.
През последните години в читалището е имало детски тамбурашки оркестър, основан през 1970 г., който е лауреат на IV, V и VI републикански фестивали на художествената самодейност. Ръководител на състава в продължение на 25 години е Михаил Балеев.
От 1984 г. в читалището се води детски танцов състав с 24 деца и група за художествено слово с 8 самодееца.

## Редовни събития
- Празникът на селото, на който се прави и традиционният събор, е на 21 май, празник на „Св. св. Константин и Елена“.
- На почит е празника Сирни заговезни. В навечерието на Сирни Заговезни по традиция читалището организира бал с маски. Денят се чества с карнавално шествие и конкурс за най-оригинален карнавален костюм и маска \индивидуално и групово участие\ и фолклорна програма.

До днес читалището развива богата самодейност. Наблюдава се траен интерес от страна на населението към формите на извънкласна работа за децата и младежите, както и за различни възрастови групи, в организирането на самодейни състави, школи, групи и клубове по интереси. Открити танцови школи за народни танци, школа за спортни и модерни танци, литературен клуб, театрален състав за деца и възрастни, детска лятна занималня и др. Ръководството на читалището съвместно с институциите на местно и общинско ниво, с подкрепата на представителите на местния бизнес, заедно със самодейците всеотдайно работи по посока на приобщаване на населението на Първенец към опазване на фолклорните традиции на селото и обогатяването на културния живот на хората.

## Други
В миналото селото е било известно с винарската си изба създадена около началото на 20 век от фамилията Божилови.